# Карпати (Коломия)
«Карпати» — український футбольний клуб із міста Коломия Івано-Франківської області. Чемпіон Івано-Франківської області 2010, 2011 та 2013, 2017 років. До 2011 року виступали під назвою «Карпати» (Печеніжин).

## Історія
Клуб утворений у смт. Печеніжин Коломийського району Івано-Франківської області, домашні поєдинки проводив на стадіоні «Карпати» (300 місць). Навесні 2011 року переїхав до Коломиї, де грає на місцевому стадіоні «Юність» (2000 місць).

Емблема ФК «Карпати» (Печеніжин)

Восени 2011 року клуб подав до ПФЛ України заявку на проходження процедури атестування, щоб отримати можливість взяти участь у другій лізі чемпіонату України 2012/13. У 2012 році коломияни стартували в Аматорському чемпіонаті України, паралельно змагаючись у чемпіонаті та кубку області. У своїй групі чемпіонату ААФУ команда посіла третє місце, і вийшла до фінальної частини змагань, де стала чемпіоном України серед аматорських колективів. Влітку 2012 року пост президенту клубу покинув підприємець Дмитро Лащук, який на початку 2013 року в смт. Печеніжин відроджує футбольну команду «Карпати» (Печеніжин). Печеніжинські «Карпати» заявляються в обласну першість (друга ліга) сезону 2013 року.
2013 року коломийські «Карпати» повернули собі звання чемпіонів Івано-Франківської області серед команд першої ліги.
У сезоні 2016/2017 років «Карпати» виграли чемпіонат області. Влітку 2017 року було прийнято рішення відновити історичний клуб з широко відомою назвою «Покуття». Футбольний клуб «Карпати» був розформований, а на його базі відновлено «Покуття». У сезоні 2017/2018 років «Покуття» статовало у чемпіонату України серед аматорів. Коломияни також заявили молодіжну команду у другу лігу обласної першості.

## Досягнення
У сезоні 2008 року клуб став переможцем другої ліги чемпіонату Івано-Франківської області, а 2010 року вирішив спробувати свої сили у першій лізі. Підсилившись місцевими футболістами та гравцями з Чернівецької та Тернопільської областей, «Карпати» стали чемпіоном Івано-Франківської області 2010, повторивши цей успіх 2011 року. У 2011 та 2012 роках «Карпати» стали володарями кубка Івано-Франківської області. У 2012 році «Карпати» стали чемпіонами України серед аматорських колективів та посіли третє місце за підсумками сезону у чемпіонаті області, пропустивши вперед суперників із Яремчі та богородчанський «Газовик». У сезоні 2013 року «Карпати» зосередились на виступах у чемпіонаті області, і втретє в своїй історії здобули золоті медалі першої ліги Івано-Франківської області.

## Склад команди
Заявка на сезон 2015:
| Поз | Гравець                       | Д. н.      |
| --- | ----------------------------- | ---------- |
| ЗХ  | Блонський Олег Михайлович     | 06.10.1994 |
| ЗХ  | Гаврилюк Роман Михайлович     | 09.05.1988 |
| ЗХ  | Данилюк Павло Ігорович        | 12.07.1992 |
|     | Данищук Володимир Миколайович | 16.07.1997 |
| ВР  | Кисилиця Юрій Михайлович      | 01.05.1987 |
| ПЗ  | Ковальчук Андрій Петрович     | 17.08.1993 |
| НП  | Корнута Любомир Васильович    | 09.12.1981 |
| ПЗ  | Москалик Роман Романович      | 23.05.1993 |
|     | Петранюк Тарас Мирославович   | 06.03.1995 |
| ЗХ  | Подолюк Ігор Мирославович     | 01.06.1989 |
| НП  | Попадюк Максим Сергійович     | 11.05.1994 |
| ПЗ  | Свірідов Микола Володимирович | 10.07.1987 |
|     | Скибінський Богдан Васильович | 24.05.1986 |
| ВР  | Тріщук Олексій Михайлович     | 06.10.1988 |
| ПЗ  | Уграк Руслан Мирославович     | 20.01.1988 |
| НП  | Федорович Максим Вікторович   | 24.04.1991 |
|     | Филипів Андрій Васильович     | 30.09.1989 |

### Головний тренер
- Василь Блясецький